# چغاسرخ
چغاسرخ، روستایی از توابع بخش مرکزی شهرستان دزفول در استان خوزستان ایران است.

## مردم
مردم این روستا از فارس خوزی (دزفولی) می باشند.

## جمعیت
این روستا در دهستان شمس‌آباد قرار دارد و براساس سرشماری مرکز آمار ایران در سال ۱۳۸۵، جمعیت آن ۸۲۵ نفر (۱۷۷خانوار) بوده‌است.